# Giro di Svizzera 2005
Il Giro di Svizzera 2005, sessantanovesima edizione della corsa, valevole come quindicesima prova del circuito UCI ProTour, si svolse in nove tappe dall'11 al 19 giugno 2005 per un percorso di 1 354,8 km, con partenza da Sciaffusa e arrivo a Ulrichen. Lo spagnolo Aitor González della Euskaltel-Euskadi si aggiudicò la corsa concludendo in 33h08'51".

## Tappe
| Tappa  | Data      | Percorso                                    | km      | Vincitore di tappa | Leader cl. generale |
| ------ | --------- | ------------------------------------------- | ------- | ------------------ | ------------------- |
| 1ª     | 11 giugno | Sciaffusa > Weinfelden                      | 169,9   | Bernhard Eisel     | Bernhard Eisel      |
| 2ª     | 12 giugno | Weinfelden > Weinfelden (cron. individuale) | 36      | Jan Ullrich        | Jan Ullrich         |
| 3ª     | 13 giugno | Abtwil > Sankt Anton am Arlberg (AUT)       | 154,2   | Bradley McGee      | Jan Ullrich         |
| 4ª     | 14 giugno | Vaduz (LIE) > Zurzach                       | 208,2   | Robbie McEwen      | Jan Ullrich         |
| 5ª     | 15 giugno | Zurzach > Altdorf                           | 172,4   | Michael Albasini   | Jan Ullrich         |
| 6ª     | 16 giugno | Bürglen > Arosa                             | 158,7   | Chris Horner       | Michael Rogers      |
| 7ª     | 17 giugno | Einsiedeln > Lenk                           | 192,8   | Linus Gerdemann    | Michael Rogers      |
| 8ª     | 18 giugno | Lenk > Verbier                              | 162,2   | Pablo Lastras      | Michael Rogers      |
| 9ª     | 19 giugno | Ulrichen > Ulrichen                         | 100,4   | Aitor González     | Aitor González      |
| Totale | Totale    | Totale                                      | 1 354,8 |                    |                     |

## Squadre e corridori partecipanti
Al via si sono presentate le formazioni dei team ProTour, per un totale di 160 atleti iscritti. I ciclisti arrivati al traguardo finale sono stati 92, mentre 68 si sono ritirati, con una percentuale di arrivi pari al 57%.
| N.    | Cod. | Squadra                |
| ----- | ---- | ---------------------- |
| 1-8   | TMO  | T-Mobile Team          |
| 11-18 | DVL  | Davitamon-Lotto        |
| 21-28 | RAB  | Rabobank               |
| 31-38 | PHO  | Phonak Hearing Systems |
| 41-48 | CSC  | Team CSC               |
| 51-58 | FAS  | Fassa Bortolo          |
| 61-68 | SDV  | Saunier Duval-Prodir   |
| 71-78 | LSW  | Liberty Seguros-Würth  |
| 81-88 | C.A  | Crédit Agricole        |
| 91-98 | LIQ  | Liquigas-Bianchi       |

| N.      | Cod. | Squadra                          |
| ------- | ---- | -------------------------------- |
| 101-108 | COF  | Cofidis, le Crédit par Téléphone |
| 111-118 | DSC  | Discovery Channel                |
| 121-128 | QST  | Quick Step-Innergetic            |
| 131-138 | GST  | Gerolsteiner                     |
| 141-148 | LAM  | Lampre-Caffita                   |
| 151-158 | BTL  | Bouygues Télécom                 |
| 161-168 | FDJ  | Française des Jeux               |
| 171-178 | IBA  | Illes Balears-Caisse d'Epargne   |
| 181-188 | SDM  | Domina Vacanze                   |
| 191-198 | EUS  | Euskaltel-Euskadi                |

## Dettagli delle tappe

### 1ª tappa
- 11 giugno: Sciaffusa > Weinfelden – 169,9 km

Risultati
| Pos. | Corridore      | Squadra      | Tempo    |
| ---- | -------------- | ------------ | -------- |
| 1    | Bernhard Eisel | F. des Jeux  | 4h00'07" |
| 2    | Tom Boonen     | Quick Step   | s.t.     |
| 3    | Peter Wrolich  | Gerolsteiner | s.t.     |

| Pos. | Corridore      | Squadra      | Tempo    |
| ---- | -------------- | ------------ | -------- |
| 1    | Bernhard Eisel | F. des Jeux  | 3h59'57" |
| 2    | Tom Boonen     | Quick Step   | a 4"     |
| 3    | Peter Wrolich  | Gerolsteiner | a 6"     |

### 2ª tappa
- 12 giugno: Weinfelden > Weinfelden – Cronometro individuale – 36 km

Risultati
| Pos. | Corridore      | Squadra     | Tempo  |
| ---- | -------------- | ----------- | ------ |
| SQ   | Jan Ullrich    | T-Mobile    | 44'06" |
| 2    | Bradley McGee  | F. des Jeux | a 15"  |
| 3    | Michael Rogers | Quick Step  | a 18"  |

| Pos. | Corridore      | Squadra     | Tempo    |
| ---- | -------------- | ----------- | -------- |
| SQ   | Jan Ullrich    | T-Mobile    | 4h44'19" |
| 2    | Bradley McGee  | F. des Jeux | a 12"    |
| 3    | Michael Rogers | Quick Step  | a 18"    |

### 3ª tappa
- 13 giugno: Abtwil > Sankt Anton am Arlberg (AUT) – 154,2 km

Risultati
| Pos. | Corridore        | Squadra     | Tempo    |
| ---- | ---------------- | ----------- | -------- |
| 1    | Bradley McGee    | F. des Jeux | 3h46'51" |
| 2    | Mirko Celestino  | Domina Vac. | s.t.     |
| 3    | Patrik Sinkewitz | Quick Step  | s.t.     |

| Pos. | Corridore      | Squadra     | Tempo    |
| ---- | -------------- | ----------- | -------- |
| SQ   | Jan Ullrich    | T-Mobile    | 8h31'10" |
| 2    | Bradley McGee  | F. des Jeux | a 2"     |
| 3    | Michael Rogers | Quick Step  | a 18"    |

### 4ª tappa
- 14 giugno: Vaduz (LIE) > Zurzach – 208,2 km

Risultati
| Pos. | Corridore      | Squadra   | Tempo    |
| ---- | -------------- | --------- | -------- |
| 1    | Robbie McEwen  | Davitamon | 4h42'40" |
| 2    | Daniele Colli  | Liquigas  | s.t.     |
| 3    | Aurélien Clerc | Phonak    | s.t.     |

| Pos. | Corridore      | Squadra     | Tempo     |
| ---- | -------------- | ----------- | --------- |
| SQ   | Jan Ullrich    | T-Mobile    | 13h13'50" |
| 2    | Bradley McGee  | F. des Jeux | a 2"      |
| 3    | Michael Rogers | Quick Step  | a 18"     |

### 5ª tappa
- 15 giugno: Zurzach > Altdorf – 172,4 km

Risultati
| Pos. | Corridore        | Squadra      | Tempo    |
| ---- | ---------------- | ------------ | -------- |
| 1    | Michael Albasini | Liquigas     | 3h48'01" |
| 2    | Grégory Rast     | Phonak       | s.t.     |
| 3    | René Haselbacher | Gerolsteiner | s.t.     |

| Pos. | Corridore      | Squadra     | Tempo     |
| ---- | -------------- | ----------- | --------- |
| SQ   | Jan Ullrich    | T-Mobile    | 17h02'29" |
| 2    | Bradley McGee  | F. des Jeux | a 2"      |
| 3    | Michael Rogers | Quick Step  | a 18"     |

### 6ª tappa
- 16 giugno: Bürglen > Arosa – 158,7 km

Risultati
| Pos. | Corridore       | Squadra       | Tempo    |
| ---- | --------------- | ------------- | -------- |
| 1    | Chris Horner    | Saunier Duval | 4h24'43" |
| 2    | Vincenzo Nibali | Fassa Bortolo | a 1'12"  |
| 3    | Michael Rogers  | Quick Step    | a 1'14"  |

| Pos. | Corridore      | Squadra     | Tempo     |
| ---- | -------------- | ----------- | --------- |
| 1    | Michael Rogers | Quick Step  | 21h28'40" |
| SQ   | Jan Ullrich    | T-Mobile    | a 20"     |
| 3    | Bradley McGee  | F. des Jeux | a 22"     |

### 7ª tappa
- 17 giugno: Einsiedeln > Lenk – 192,8 km

Risultati
| Pos. | Corridore        | Squadra       | Tempo    |
| ---- | ---------------- | ------------- | -------- |
| 1    | Linus Gerdemann  | Team CSC      | 4h25'00" |
| 2    | Lorenzo Bernucci | Fassa Bortolo | a 4"     |
| 3    | David Etxebarria | Liberty Seg.  | a 14"    |

| Pos. | Corridore      | Squadra     | Tempo     |
| ---- | -------------- | ----------- | --------- |
| 1    | Michael Rogers | Quick Step  | 25h54'03" |
| SQ   | Jan Ullrich    | T-Mobile    | a 20"     |
| 3    | Bradley McGee  | F. des Jeux | a 22"     |

### 8ª tappa
- 18 giugno: Lenk > Verbier – 162,2 km

Risultati
| Pos. | Corridore      | Squadra       | Tempo    |
| ---- | -------------- | ------------- | -------- |
| 1    | Pablo Lastras  | Illes Balears | 4h06'09" |
| 2    | Carlos Barredo | Liberty Seg.  | a 16"    |
| 3    | Fabian Wegmann | Gerolsteiner  | s.t.     |

| Pos. | Corridore      | Squadra     | Tempo     |
| ---- | -------------- | ----------- | --------- |
| 1    | Michael Rogers | Quick Step  | 30h04'33" |
| SQ   | Jan Ullrich    | T-Mobile    | a 20"     |
| 3    | Bradley McGee  | F. des Jeux | a 22"     |

### 9ª tappa
- 19 giugno: Ulrichen > Ulrichen – 100,4 km

Risultati
| Pos. | Corridore      | Squadra   | Tempo    |
| ---- | -------------- | --------- | -------- |
| 1    | Aitor González | Euskaltel | 3h03'52" |
| 2    | Fränk Schleck  | Team CSC  | a 46"    |
| 3    | Daniel Atienza | Euskaltel | a 48"    |

| Pos. | Corridore      | Squadra    | Tempo     |
| ---- | -------------- | ---------- | --------- |
| 1    | Aitor González | Euskaltel  | 33h08'51" |
| 2    | Michael Rogers | Quick Step | a 22"     |
| SQ   | Jan Ullrich    | T-Mobile   | a 1'36"   |

## Evoluzione delle classifiche
| Tappa              | Vincitore          | Classifica generale Maglia oro | Classifica a punti Maglia verde | Classifica scalatori Maglia GPM | Classifica sprint Maglia sprint | Classifica a squadre |
| ------------------ | ------------------ | ------------------------------ | ------------------------------- | ------------------------------- | ------------------------------- | -------------------- |
| 1ª                 | Bernhard Eisel     | Bernhard Eisel                 | Bernhard Eisel                  | Grégory Rast                    | Michael Albasini                | Française des Jeux   |
| 2ª                 | Jan Ullrich        | Jan Ullrich                    | Bernhard Eisel                  | Grégory Rast                    | Michael Albasini                | Team CSC             |
| 3ª                 | Bradley McGee      | Jan Ullrich                    | Bradley McGee                   | Koldo Gil                       | Michael Albasini                | Fassa Bortolo        |
| 4ª                 | Robbie McEwen      | Jan Ullrich                    | Bradley McGee                   | Koldo Gil                       | Michael Albasini                | Fassa Bortolo        |
| 5ª                 | Michael Albasini   | Jan Ullrich                    | Bradley McGee                   | Grégory Rast                    | Michael Albasini                | Fassa Bortolo        |
| 6ª                 | Chris Horner       | Michael Rogers                 | Bradley McGee                   | Roberto Laiseka                 | Michael Albasini                | Saunier Duval-Prodir |
| 7ª                 | Linus Gerdemann    | Michael Rogers                 | Bradley McGee                   | Roberto Laiseka                 | Michael Albasini                | Saunier Duval-Prodir |
| 8ª                 | Pablo Lastras      | Michael Rogers                 | Bradley McGee                   | Roberto Laiseka                 | Michael Albasini                | Team Gerolsteiner    |
| 9ª                 | Aitor González     | Aitor González                 | Bradley McGee                   | Roberto Laiseka                 | Michael Albasini                | Team Gerolsteiner    |
| Classifiche finali | Classifiche finali | Aitor González                 | Bradley McGee                   | Roberto Laiseka                 | Michael Albasini                | Team Gerolsteiner    |

## Classifiche finali

### Classifica generale
| Pos. | Corridore        | Squadra       | Tempo     |
| ---- | ---------------- | ------------- | --------- |
| 1    | Aitor González   | Euskaltel     | 33h08'51" |
| 2    | Michael Rogers   | Quick Step    | a 22"     |
| SQ   | Jan Ullrich      | T-Mobile      | a 1'36"   |
| 4    | Fränk Schleck    | Team CSC      | a 1'41"   |
| 5    | Chris Horner     | Saunier Duval | a 2'02"   |
| 6    | Koldo Gil        | Liberty Seg.  | a 2'49"   |
| 7    | Beat Zberg       | Gerolsteiner  | a 3'47"   |
| 8    | Bradley McGee    | F. des Jeux   | a 4'13"   |
| 9    | Tadej Valjavec   | Phonak        | a 4'28"   |
| 10   | Leonardo Piepoli | Saunier Duval | a 6'01"   |

### Classifica scalatori
| Pos. | Corridore            | Squadra       | Punti |
| ---- | -------------------- | ------------- | ----- |
| 1    | Roberto Laiseka      | Euskaltel     | 58    |
| 2    | Chris Horner         | Saunier Duval | 27    |
| 3    | Koldo Gil            | Liberty Seg.  | 27    |
| 4    | Daniel Atienza       | Euskaltel     | 27    |
| 5    | Luis Pérez Rodríguez | Cofidis       | 23    |

### Classifica a punti
| Pos. | Corridore        | Squadra       | Punti |
| ---- | ---------------- | ------------- | ----- |
| 1    | Bradley McGee    | F. des Jeux   | 42    |
| 2    | René Haselbacher | Gerolsteiner  | 39    |
| 3    | Aurélien Clerc   | Phonak        | 35    |
| 4    | Michael Rogers   | Quick Step    | 32    |
| 5    | Chris Horner     | Saunier Duval | 31    |

### Classifica sprint
| Pos. | Corridore         | Squadra      | Punti |
| ---- | ----------------- | ------------ | ----- |
| 1    | Michael Albasini  | Liquigas     | 28    |
| 2    | Grégory Rast      | Phonak       | 11    |
| 3    | Koldo Gil         | Liberty Seg. | 9     |
| 4    | Daniel Schnider   | Phonak       | 9     |
| 5    | Thorwald Veneberg | Rabobank     | 9     |

### Classifica squadre
| Pos. | Squadra                | Tempo     |
| ---- | ---------------------- | --------- |
| 1    | Team Gerolsteiner      | 99h44'56" |
| 2    | Phonak Hearing Systems | a 2'33"   |
| 3    | Saunier Duval-Prodir   | a 3'40"   |
| 4    | Team CSC               | a 9'55"   |
| 5    | Liberty Seguros-Würth  | a 10'18"  |

## Punteggi UCI
| Pos. | Corridore        | Squadra       | Punti |
| ---- | ---------------- | ------------- | ----- |
| 1    | Aitor González   | Euskaltel     | 51    |
| 2    | Michael Rogers   | Quick Step    | 40    |
| 3    | Jan Ullrich      | T-Mobile      | 36    |
| 4    | Fränk Schleck    | Team CSC      | 30    |
| 5    | Chris Horner     | Saunier Duval | 26    |
| 6    | Koldo Gil        | Liberty Seg.  | 20    |
| 7    | Beat Zberg       | Gerolsteiner  | 15    |
| 8    | Bradley McGee    | F. des Jeux   | 11    |
| 9    | Tadej Valjavec   | Phonak        | 5     |
| 10   | Leonardo Piepoli | Saunier Duval | 1     |
| 11   | Bernhard Eisel   | F. des Jeux   | 1     |
| 12   | Robbie McEwen    | Davitamon     | 1     |
| 13   | Michael Albasini | Liquigas      | 1     |
| 14   | Linus Gerdemann  | Team CSC      | 1     |
| 15   | Pablo Lastras    | Illes Balears | 1     |

| Pos. | Squadra                          | Punti |
| ---- | -------------------------------- | ----- |
| 1    | Gerolsteiner                     | 20    |
| 2    | Phonak Hearing Systems           | 19    |
| 3    | Saunier Duval-Prodir             | 18    |
| 4    | Team CSC                         | 17    |
| 5    | Liberty Seguros-Würth Team       | 16    |
| 6    | Euskaltel-Euskadi                | 15    |
| 7    | T-Mobile Team                    | 14    |
| 8    | Lampre-Caffita                   | 13    |
| 9    | Illes Balears-Caisse d'Epargne   | 12    |
| 10   | Crédit Agricole                  | 11    |
| 11   | Cofidis, le Crédit par Téléphone | 10    |
| 12   | Quick Step-Innergetic            | 9     |
| 13   | Bouygues Télécom                 | 8     |
| 14   | Fassa Bortolo                    | 7     |
| 15   | Liquigas-Bianchi                 | 6     |
| 16   | Discovery Channel                | 5     |
| 17   | Française des Jeux               | 4     |
| 18   | Rabobank                         | 3     |
| 19   | Davitamon-Lotto                  | 2     |